# Ceilão Tâmil
Ceilão Tâmil (em tâmil: தமிழீழம், transl. tamiḻ īḻam; também grafado தமிழ் ஈழம் fora das regiões tamilófonas) é uma região não reconhecida e reivindicada pelos separatistas tâmeis que compreende a província Nordeste e o distrito de Putalão da província Noroeste do Seri Lanca. Os Tigres da Liberação do Ceilão Tâmil (LTTE), também conhecidos como Tigres Tâmeis, administravam algumas destas regiões até a derrota do grupo pelas Forças Armadas do Sri Lanca, em maio de 2009.
Contavam, até então, com seu próprio Tribunal Constitucional, polícia, exército, marinha, força aérea, serviço de inteligência, inclusive com seu próprio banco central, mesmo que nenhuma dessas instituições fosse reconhecidas pelo governo cingalês. Não possuíam moeda própria, utilizando a rupia do Sri Lanka.

## História
A Grã-Bretanha obteve o controlo de toda a ilha do Ceilão (hoje Sri Lanca) em  1815 e unificou administrativamente a ilha, com um conselho legislativo em 1833 constituído por três europeus e um cingalês, um tâmil do Sri Lanca e um burgher. O governador britânico William Manning, que chegou ao Ceilão em 1919, criou um concelho legislativo reformado em 1921 e encorajou activamente o pensamento comunal no mesmo. Como resultado, os tâmeis começaram a desenvolver uma consciência comum e a pensarem na necessidade em serem representador por uma liderança tâmil. Foi este desenvolvimento que esteve na origem da criação política tâmil chamada All Ceylon Tamil Congress, liderada por G.G.Ponnambalam.
O Ceilão obteve independência dos britânicos em 1948 e no mesmo ano o governo do Sri Lanca, com o voto de aprovação de G.G. Ponnambalam, aprovou uma nova lei chamada Acto de Cidadania do Ceilão, o qual excluía os tâmeis indianos que trabalhavam nas plantações. Apesar de Ponnambalam não ter votado favoravelmente em todas as leis do Acto de Cidadania do Ceilão (incluindo a lei sobre a ofensa), o seu silêncio no parlamento fez a sociedade tâmil crer que não estava interessado nos direitos dos tâmeis indianos. Em 1949 foi criado um novo partido político tâmil, o Partido Federal (PF), liderado por S.J.V. Chelvanayakam, um dissidente do All Ceylon Tamil Congress devido à sua fusão com o UNP, partido cingalês.
Em 1956 o governo emitiu nova lei, chamada Official Language Act (mais conhecida como Acto Único Cingalês) o qual fez da língua cingalesa o único idioma oficial do Sri Lanca. O Acto de Cidadania do Ceilão e o Acto Único Cingalês foram vistos como políticas discriminatórias em relação às minorias, tendo levado a um aumento das tenções étnicas e políticas entre as duas comunidades. O PF, estando contra ambos os actos, tornou-se popular entre a população tâmil. Como resultado da sua popularidade, o Partido Federal tornou-se no partido dominante nos distritos tâmeis após as eleições de 1956.

## Conceito
O Partido Federal passou então a defender um estado unitário que providenciasse direitos iguais a ambas as comunidades tâmil e cingalesa, reconhecesse as respectivas línguas e desse uma autonomia considerável às áreas tâmil. Foi nesse sentido que o PF assinou o Pacto Bandaranaike-Chelvanayakam em Julho de 1957. Contudo, depressa o acordo foi abandonado pelo partido cingalês. Em 1965, outro pacto, o Pacto Senanayake-Chelvanayakam foi assinado mas igualmente não implementado. O falhanço por parte do governo dominado por cingaleses em implementar acordos devolucionários nas décadas de 1950s e 1960s, tal como promessas de partilha de poder, tendo a pioria das condições económicas e a falta de autonomia territorial criado uma grande desilusão e isolamento entre os tâmeis do norte.